# Hesitant alien
Hesitant alien es el primer álbum de estudio del cantante estadounidense Gerard Way. Contó con la producción de Doug McKean, y fue publicado el 23 de septiembre de 2014, un año y medio después de la separación de la banda de Way, My Chemical Romance.
El álbum está inspirado fuertemente en el britpop y el shoegaze, y en bandas como Blur, Pulp o Supergrass; Way también ha citado como influencia a bandas post-punk como Wire o Gang of Four.
El 11 de junio de 2014, Way lanzó la canción «Action cat» como avance del álbum. En tanto, el 18 de agosto de 2014 se estrenó «No shows», su primer sencillo, el que fue seguido más tarde por «Millions». El 23 de septiembre de 2014, Hesitant alien se publicó en su totalidad en modalidad de streaming, y luego fue publicado como descarga digital y en discos compactos y de vinilo.

## Influencias
El álbum está fuertemente influido por el shoegaze y el britpop y, de acuerdo a Way, tomó como referentes a bandas de este género como Blur o Pulp, y a otras de estilo post-punk como Wire o Gang of Four. También ha declarado la influencia de otras agrupaciones como Supergrass, Lush y Elastica.

## Contenido
Way ha manifestado que Hesitant alien no es un álbum conceptual «en absoluto», lo cual «es agradable: es mucho más variado debido a ello»; en este sentido, ha señalado que esta fue la primera vez que ha intentado hacer algo así y que «cada canción es su propio asunto esta vez». Sin embargo, ha reconocido que las canciones están conectadas por una sensación de alienación y que, también, el álbum tiene un concepto desde el punto de vista visual.

## Lista de canciones
La lista de canciones de Hesitant alien es la siguiente:

| N.º   | Título                  | Duración |  |
| 1.    | «The bureau»            | 2:38     |  |
| 2.    | «Action cat»            | 3:07     |  |
| 3.    | «No shows»              | 4:12     |  |
| 4.    | «Brother»               | 4:31     |  |
| 5.    | «Millions»              | 3:28     |  |
| 6.    | «Zero Zero»             | 2:49     |  |
| 7.    | «Juarez»                | 2:50     |  |
| 8.    | «Drugstore perfume»     | 4:50     |  |
| 9.    | «Get the gang together» | 3:40     |  |
| 10.   | «How it's going to be»  | 3:44     |  |
| 11.   | «Maya the psychic»      | 3:02     |  |
| 38:55 |                         |          |  |

| Bonus track |                                                             |          |  |
| N.º         | Título                                                      | Duración |  |
| 12.         | «Television all the time» (bonus track disponible en Japón) | 3:34     |  |

## Promoción

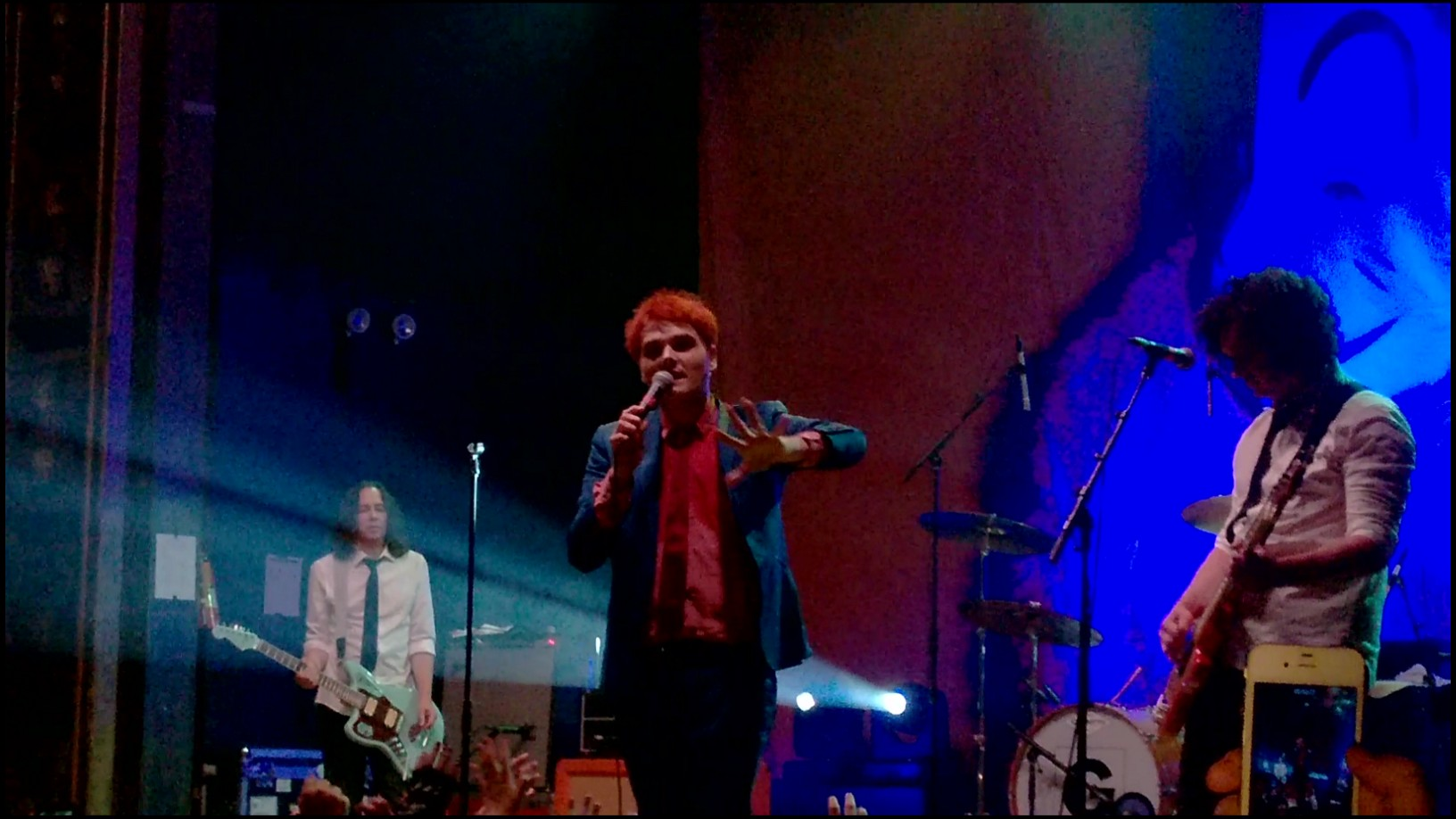
Gerard Way hablando en apoyo a los homosexuales y transgénero, antes de tocar «Maya the psychic» en el Webster Hall de Nueva York

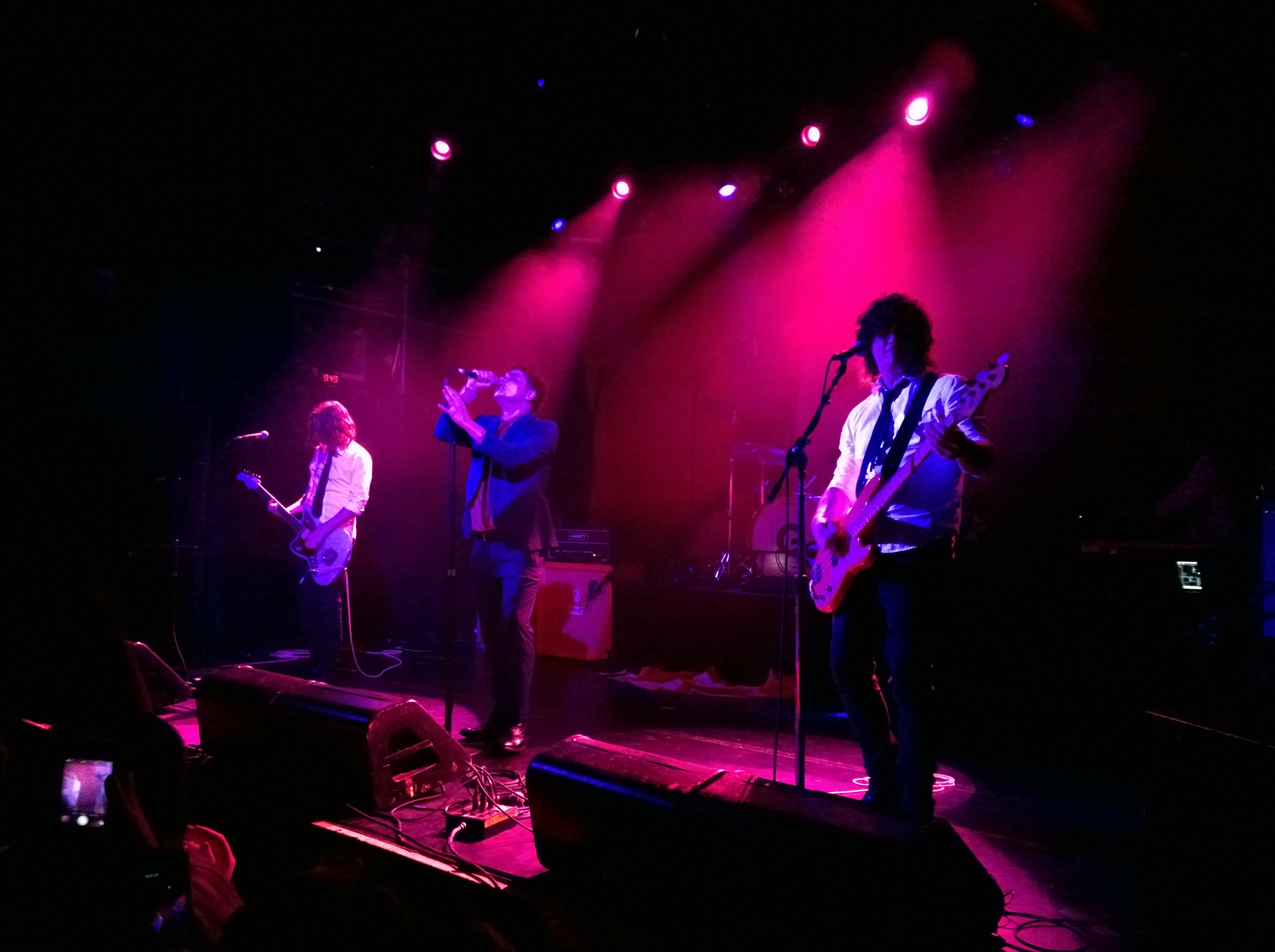
Gerard Way en su concierto en la Irving Plaza de Nueva York (octubre de 2014)

### Sencillos
El 11 de junio de 2014, Way lanzó la canción «Action cat» a modo de sencillo-avance del álbum; en ella —ha declarado— trató de buscar un sonido con ciertas similitudes a las grabaciones de la banda estadounidense Misfits en su álbum Static age.
La preventa de Hesitant alien se inició el 19 de agosto de 2014, fecha en la que también se publicó la descarga digital de «No shows», el primer sencillo del álbum, junto a su respectivo videoclip. En tanto, el 6 de octubre subsiguiente se estrenó el video del segundo sencillo, «Millions».

### Gira
Way, luego de la publicación del disco, inició la gira de conciertos Hesitant Alien Tour, con etapas en Estados Unidos, el Reino Unido, Europa en general, Australia, Rusia... de octubre de 2014 a octubre de 2015.

## Recepción de la crítica
La revista Rolling Stone calificó a Hesitant alien con tres estrellas (de cinco), y sostiene que «incursionar en el glam es una progresión clara para Way después de la exploración de MCR hacia los álbumes conceptuales del tipo Tommy y hacia el garage punk setentero inspirado en los Stooges en sus últimos dos álbumes». Además, afirma que «Way es mejor cuando combina su nueva dirección con su honestidad esencial: su entrega emocional tiene momentos destacados como “Millions” y “Drugstore perfume”».
El equipo editorial de la revista Alternative Press, por su parte, ubicó a Hesitant alien en el número 1 de su lista de «Los 10 álbumes esenciales de 2014», y sugiere a sus lectores escuchar la canción «Juarez». También, en la revista Kerrang!, en su listado de los mejores álbumes de 2014, el disco fue ubicado en el lugar 4.º, mientras que «Action cat» fue la canción número 1 del año.

## Créditos
| The Hormones - Gerard Way – voces, guitarra rítmica, percusión, piano, teclados (track 10), bajo (tracks 1 y 3), dirección de arte - Ian Fowles – guitarra principal, percusión (track 9) - Matt Gorney – bajo, piano (track 1), guitarras (track 4), percusión (track 9), coros (track 5) - Jarrod Alexander – batería, percusión - Jamie Muhoberac – teclados - James Dewees – teclados Músicos adicionales - Jason Freese – órgano francés (tracks 3 y 9) - Tom Rasulo – percusión (track 2) - Mikey Way – coros (track 5) - Sabina Olague – palabras habladas (track 7) | Producción - Doug McKean – producción - Tom Rasulo – ingeniero de sonido - Andrew Law – asistente de ingeniero - Gerardo "Jerry" Ordonez – asistente de ingeniero - Zach Mauldin – asistente de ingeniero - Lance Sumner – asistente de ingeniero - Tchad Blake – mezcla - Bob Ludwig – masterización - Norman Wonderly – dirección de arte |